# الحارت (الحمارة)
الحارت هو دُوَّار يقع بجماعة امزفرون، إقليم وزان، جهة طنجة تطوان الحسيمة في المملكة المغربية. ينتمي الدوّار لمشيخة الحمارة التي تضم 9 دواوير. يقدر عدد سكانه بـ 555 نسمة حسب الإحصاء الرسمي للسكان والسكنى لسنة 2004.

## روابط خارجية
- البوابة الوطنية للجماعات الترابية
- المندوبية السامية للتخطيط